# Kandal Stueng
Kandal Stueng (tiếng Khmer: ស្រុកកណ្តាលស្ទឹង) là một huyện (srok) thuộc tỉnh Kandal, Campuchia. Huyện được chia thành 23 xã (khum) và 154 làng (phum).